# Virginia Madsen
Virginia Madsen (* 11. září 1961, Chicago, Illinois, USA) je americká herečka a producentka dokumentárních filmů. Nejvíce se proslavila rolí Helen Lyle v hororovém filmu Candyman (1992), rolí Mayi ve filmu Bokovka (2014), za kterou získala nominaci na Zlatý glóbus a Oscara. Dále se objevila ve filmech Long Gone (1987), Gotham (1988), Žhavé místo (1990), Duch minulosti (1996), Vyvolávač deště (1997), Zítra nehrajeme! (2006), Astronaut (2007), Hrůza v Connecticutu (2009), Červené Karkulka (2011) a Divočina v každém z nás (2014).
Objevila se také v několika televizních seriálech jako Frasier (1998), Witches of East End (2013–14), Prezident v pořadí (2016–17) a Bažináč (2019).

## Životopis a kariéra
Pochází z filmařské rodiny, její matka pracovala v televizi jako producentka a scenáristka (držitelka ceny Emmy), její starší bratr Michael Madsen je také herec, otec Clavin Madsen byl hasič.
Ve filmu a v televizi se objevuje od roku 1983, její první průlomovou rolí se stalo účinkování ve známém sci-fi filmu Duna z roku 1984 režiséra Davida Lynche. Menší roli si zahrála v dramatickém filmu Vyvolávač deště (1997), po boku Matta Damona. Hrála např. i v seriálu Star Trek: Vesmírná loď Voyager, kde v epizodě „Nezapomenutelná“ (1998) ztvárnila postavu Kellin. V roce 2004 si zahrála ve filmu režiséra Alexandera Payneho Bokovka.
V roce 2008 založila vlastní produkční společnost nazvanou Title IX Productions. Jejím prvním projektem byl film, který vytvořila se svojí matkou nazvaný I Know a Woman Like That. Film je dokument o životě starší ženy. Druhým projektem je film Fighting Gravity.
V roce 2009 propůjčila svůj hlas do animovaného filmu Wonder Woman. V roce 2010 získala roli Cheryl West v dramatickém seriálu stanice ABC Scoundrels. V prosinci roku 2010 bylo oznámeno, že si zahraje ve sci-fi filmu stanice NBC Událost. V roce 2012 hrála v dramatickém seriálu stanice AMC Hell on Wheels. V roce 2013 hrála roli Penelope Gardiner v seriálu stanice Lifetime Witches of East End.

## Osobní život
Během let 1981 až 1988 chodila s Billym Campbellem. V roce 1989 se provdala za herce a režiséra Dannyho Hustona, poté co se poznali na natáčení filmu Pan North. Dvojice se rozvedla v roce 1992. Během let 1993 až 1998 byla ve vztahu s Antoniem Sabatou Jr.. S Antoniem má syna Jacka Antonia (narozený v roce 1994). Od roku 2011 chodí s Nickem Holmesem, který je o dvacet let mladší.

## Filmografie

### Film
| Role          | Název                         | Role                      | Poznámky       |
| ------------- | ----------------------------- | ------------------------- | -------------- |
| 1983          | Třída                         | Lisa                      |                |
| 1984          | Elektrické sny                | Madeline Robistat         |                |
| 1984          | Duna                          | Princezna Irulan          |                |
| 1985          | Jiný život                    | Barbara Spencer           |                |
| 1986          | Oheň s ohněm                  | Lisa Taylor               |                |
| 1986          | Moderní dívky                 | Kelly                     |                |
| 1987          | Slamdance                     | Yolanda Caldwell          |                |
| 1987          | Škola zombií                  | Andrea Miller             |                |
| 1988          | Pan North                     | Sally Boffin              |                |
| 1988          | Hot to Trot                   | Allison Rowe              |                |
| 1989          | Srdce jihu                    | Delia June Curry          |                |
| 1990          | Žhavé místo                   | Dolly Harshaw             |                |
| 1991          | Colette                       | Polaire Sorel             |                |
| 1991          | Highlander 2 - Síla kouzla    | Louise Marcus             |                |
| 1992          | Candyman                      | Helen Lyle                |                |
| 1994          | Schůzka o půlnoci             | Susan Prince              |                |
| 1994          | Modrý tygr                    | Gina Hayes                |                |
| 1995          | Boží armáda                   | Katherine                 |                |
| 1996          | Just Your Luck                | Kim                       |                |
| 1996          | Duch minulosti                | Dixie DeLaughter          |                |
| 1997          | Vyvolávač deště               | Jackie Lemanczyk          |                |
| 1998          | Cesta do Cannes               | Mo Lewis                  |                |
| 1998          | Léčka                         | Lucy Monroe               |                |
| 1999          | Bar Florentine                | Molly                     |                |
| 1999          | Zámek hrůzy                   | Jane Lance                |                |
| 2000          | Čekej nehybně                 | Vera Miller               |                |
| 2000          | Válka hormonů                 | Traci                     |                |
| 2001          | Úplné odhalení                | Brenda Hopkins            |                |
| 2001          | Almost Salinas                | Clare                     |                |
| 2001          | Zeptej se mých dětí           | Brenda Kniffen            |                |
| 2002          | Americká zbraň                | Penny Tillman             |                |
| 2003          | Artworks                      | Emma Becker               |                |
| 2003          | Nikdo se nic nedozví          | Vězeňská právnička        |                |
| 2004          | Bokovka                       | Maya Randall              |                |
| 2005          | Scooby-Doo a kletba Kleopatry | Kleopatra (hlas)          |                |
| 2005          | Myšák Stuart Little 3         | Zvíře (hlas)              |                |
| 2006          | Firewall                      | Beth Stanfield            |                |
| 2006          | Zítra nehrajeme!              | nebezpečná žena           |                |
| 2007          | Astronaut                     | Audrey Farmer             |                |
| 2007          | 23                            | Agatha Sparrow / Fabrizia |                |
| 2007          | Dominový efekt                | Sherry Atrash             |                |
| 2007          | Cutlass                       | Robin                     |                |
| 2007          | Being Michael Madsen          | Virginia Madsen           |                |
| 2008          | Chvilkové zatmění             | Charlotte                 |                |
| 2009          | Hrůza v Connecticutu          | Sara Campbell             |                |
| 2009          | Wonder Woman                  | Královna Hippolyta (hlas) |                |
| 2009          | Amelia                        | Dorothy Binney            | vymazaná scéna |
| 2010          | Father of Invention           | Lorraine King             |                |
| 2011          | Červená Karkulka              | Suzette                   |                |
| 2012          | Kouzlo Belle Isle             | Charlotte O'Neil          |                |
| 2013          | The Last Keepers              | Abigail Carver            |                |
| 2013          | Návaly pod košem              | Clementine Winks          |                |
| 2013          | Crazy Kind of Love            | Augusta Iris              |                |
| 2014          | Divočina v každém z nás       | Abigail Charm             |                |
| 2015          | Walter                        | Karen Benjamin            |                |
| 2015          | Povstání mrtvých: Strážní věž | Maggie                    |                |
| 2015          | Burning Bodhi                 | Naomi                     |                |
| 2015          | Joy                           | Terry Mangano             |                |
| 2016          | Burn Your Maps                | Victoria                  |                |
| 2017          | Better Watch Out              | Deandra Lerner            |                |
| 2017          | A Change of Heart             | Deena                     |                |
| 2018          | 1985                          | Eileen Lester             |                |
| 2018          | Her Smell                     | Ania Adamcyzk             |                |
| 2018          | Spare Room                    | Nat                       |                |
| 2020          | Vánoční výsadek               | Anastasia                 |                |
| 2021          | The Devil's Light             | Dr. Peters                |                |
| bude oznámeno | Sarah                         | Anastasia                 |                |
| bude oznámeno | Road to Capri                 | Katherine                 |                |
| bude oznámeno | Resilient 3D                  | Adel                      |                |

### Televize
| Role      | Název                                     | Role                              | Poznámky                        |
| --------- | ----------------------------------------- | --------------------------------- | ------------------------------- |
| 1984      | American Playhouse                        | Lou Ellen Purdy                   | díl: „A Matter of Principle“    |
| 1985      | Mussolini: The Untold Story               | Claretta Petacci                  | limitovaný seriál               |
| 1987      | Long Gone                                 | Dixie Lee Boxx                    | TV film                         |
| 1988      | Gotham                                    | Rachel Carlyle                    | TV film                         |
| 1989      | Third Degree Burn                         | Anne Scholes                      | TV film                         |
| 1989      | Měsíční svit                              | Annie Charnock                    | 3 díly                          |
| 1991      | Oběť lásky                                | Carla Simons                      | TV film                         |
| 1991      | Odvěký zákon                              | Betty Stuart                      | TV film                         |
| 1991      | Love Kills                                | Rebecca Bishop                    | TV film                         |
| 1992      | Případ vraždy Carolyn Warmusové           | Carolyn Warmus                    | TV film                         |
| 1993      | Linda                                     | Linda Cowley                      | TV film                         |
| 1997      | Strážci Apokalypsy                        | Karin De Vries                    | TV film                         |
| 1998      | Star Trek: Vesmírná loď Voyager           | Kellin                            | díl: „Nezapomenutelná“          |
| 1998      | Frasier                                   | Cassandra Stone                   | 4 díly                          |
| 1999      | Unsolved Mysteries                        | Moderátorka                       | 12 dílů                         |
| 2000      | Děti štěstí                               | Ingrid Bast                       | TV film                         |
| 2001      | Podtrh                                    | Anne Rodney                       | TV film                         |
| 2001      | Zeptejte se mých dětí                     | Brenda Kniffen                    | TV film                         |
| 2001      | The Practice                              | Marsha Ellison                    | 2 díly                          |
| 2002      | Justice League                            | Dr. Sarah Corwin (hlas)           | 2 díly                          |
| 2002–03   | American Dreams                           | Rebecca Sandstrom                 | 14 dílů                         |
| 2003      | Božská Lily                               | Emma Burke                        | TV film                         |
| 2003      | Dawsonův svět                             | Maddy Allen                       | 2 díly                          |
| 2003      | Kriminálka Miami                          | Krista Walker                     | díl: „Smrtící stisk“            |
| 2003      | Spiderman                                 | Silver Sable (hlas)               | 2 díly                          |
| 2003      | Vzkvétající město                         | Erika Ashland                     | díl: „The Big Picture“          |
| 2004      | Odvážná holka                             | Wanda Lovell                      | TV film                         |
| 2005      | Justice League Unlimited                  | Veronica Sinclair/Roulette (hlas) | 2 díly                          |
| 2005      | Teen Titans                               | Arella (hlas)                     | díl: „The Prophecy“             |
| 2006–07   | Smith                                     | Hope Stevens                      | 5 dílů                          |
| 2009      | Monk                                      | T.K. Jensen                       | 3 díly                          |
| 2010      | Scoundrels                                | Cheryl West                       | 8 dílů                          |
| 2011      | Událost                                   | Catherine Lewis                   | 4 díly                          |
| 2012      | Město podnikatelů                         | Judy Hammer                       | TV film                         |
| 2012      | Hell on Wheels                            | Hannah Durant                     | 4 díly                          |
| 2013      | Hatfields & McCoys                        | Eloise McCoy                      | neprodaný televizní pilotní díl |
| 2013      | Anna Nicole                               | Virgie Arthur                     | TV film                         |
| 2013–14   | Witches of East End                       | Penelope Gardiner                 | 8 dílů                          |
| 2015      | An American Girl: Grace Stirs Up Success  | Karen Thomas                      | TV film                         |
| 2015      | Ztracený kluk                             | Laura Harris                      | TV film                         |
| 2015      | Zákon a pořádek: Útvar pro zvláštní oběti | Beth Anne Rollins                 | díl: „Maternal Instincts“       |
| 2016–2019 | Jak prosté                                | Paige Cowen                       | 3 díly                          |
| 2016      | American Gothic                           | Madeline Hawthorne                | 13 dílů                         |
| 2016–17   | Prezident v pořadí                        | Kimble Hookstraten                | 16 dílů                         |
| 2017      | Voltron: Legendary Defender               | Heera (hlas)                      | díl: „Hole in the Sky“          |
| 2018      | The Truth About the Harry Quebert Affair  | Tamara Quinn                      | mini-série, 10 dílů             |
| 2019      | Bažináč                                   | Maria Sunderland                  | hlavní role, 8 dílů             |

## Ocenění a nominace
2004 - nominace na Zlatý glóbus a Oscara za svoji roli ve filmu Bokovka - postava Maya Randall